# Genciòus e Pijairòu
Genciòus e Pijairòu (en francès Gentioux-Pigerolles) és una comuna (municipi) de França, a la regió de la Nova Aquitània, departament de la Cruesa. És la capçalera del cantó del seu nom, però no n'és la població més gran, puix que la supera Faus.
La seva població al cens de 1999 era de 389 habitants, 79 dels quals a la commune associée de Pijairòu. La superfície de la comuna és de 79,29 km², la més gran del departament. La sevadensitat de població és de només 4,9 hab./km². Forma part de la Communauté de communes du Plateau de Gentioux.

## Demografia
| 1968 | 1975 | 1982 | 1990 | 1999 |
| ---- | ---- | ---- | ---- | ---- |
| 535  | 419  | 371  | 367  | 389  |

## Administració
| Període | Identitat     | Partit |
| ------- | ------------- | ------ |
| 2008-   | Pierre Simons |        |